# Широкое (Близнюковский район)
Широкое (укр. Широке) — село в Самойловском сельском совете,Близнюковском районе Харьковской области Украины.
Код КОАТУУ — 6320685507. Население по переписи 2001 г. составляет 564 (259/305 м/ж) человека.

## Географическое положение
Село Широкое находится в 6-и км от села Самойловка.

## История
- 1825 — дата основания.

## Экономика
- Тракторная бригада. На сегодняшний день не работает.

## Культура
- Школа I—II ст. Закрыта с 2016 года

## Достопримечательности
- Братская могила советских воинов, среди которых похоронен Елохин А. О. — Герой Советского Союза. Похоронено 30 воинов.